# Frigyláda

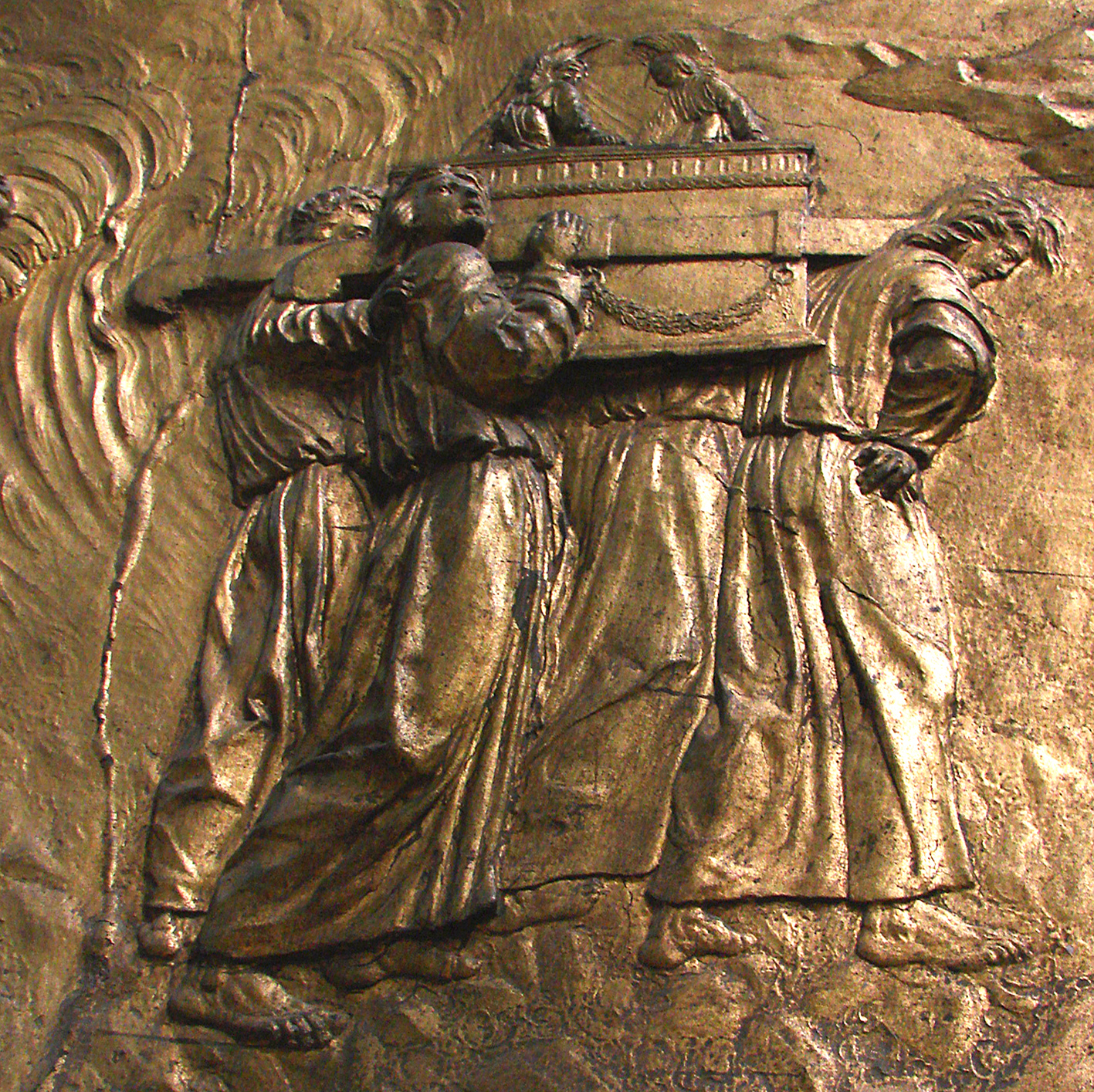
A frigyláda egy francia katedrális domborművén, Cathédrale Sainte-Marie, Auch, Franciaország

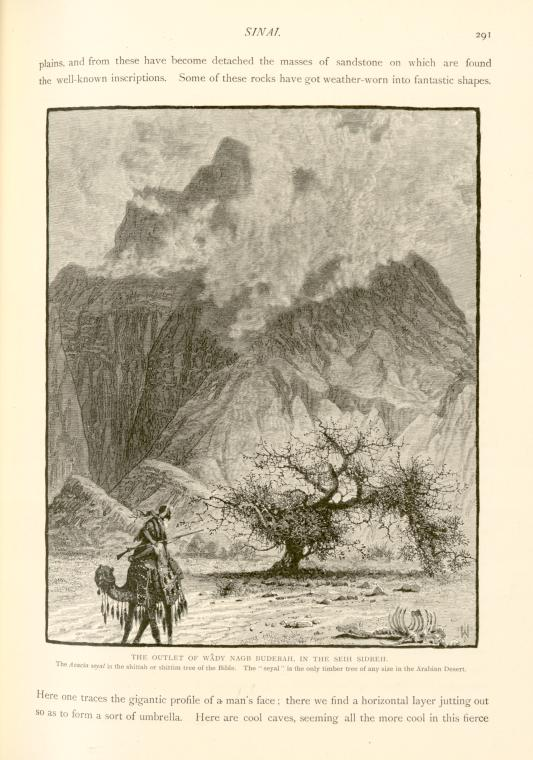
Acacia seyal, feltételezések szerint a bibliai sittim-fa

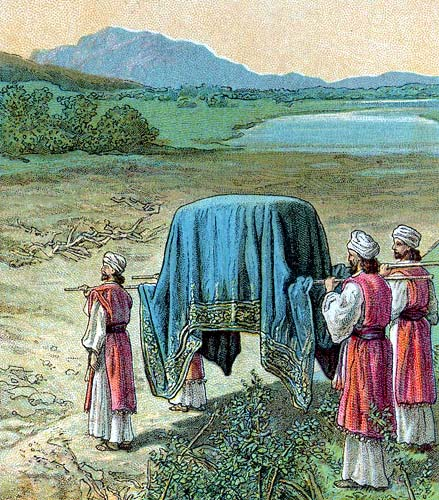
A szent ládát mindig letakarva szállították a papok

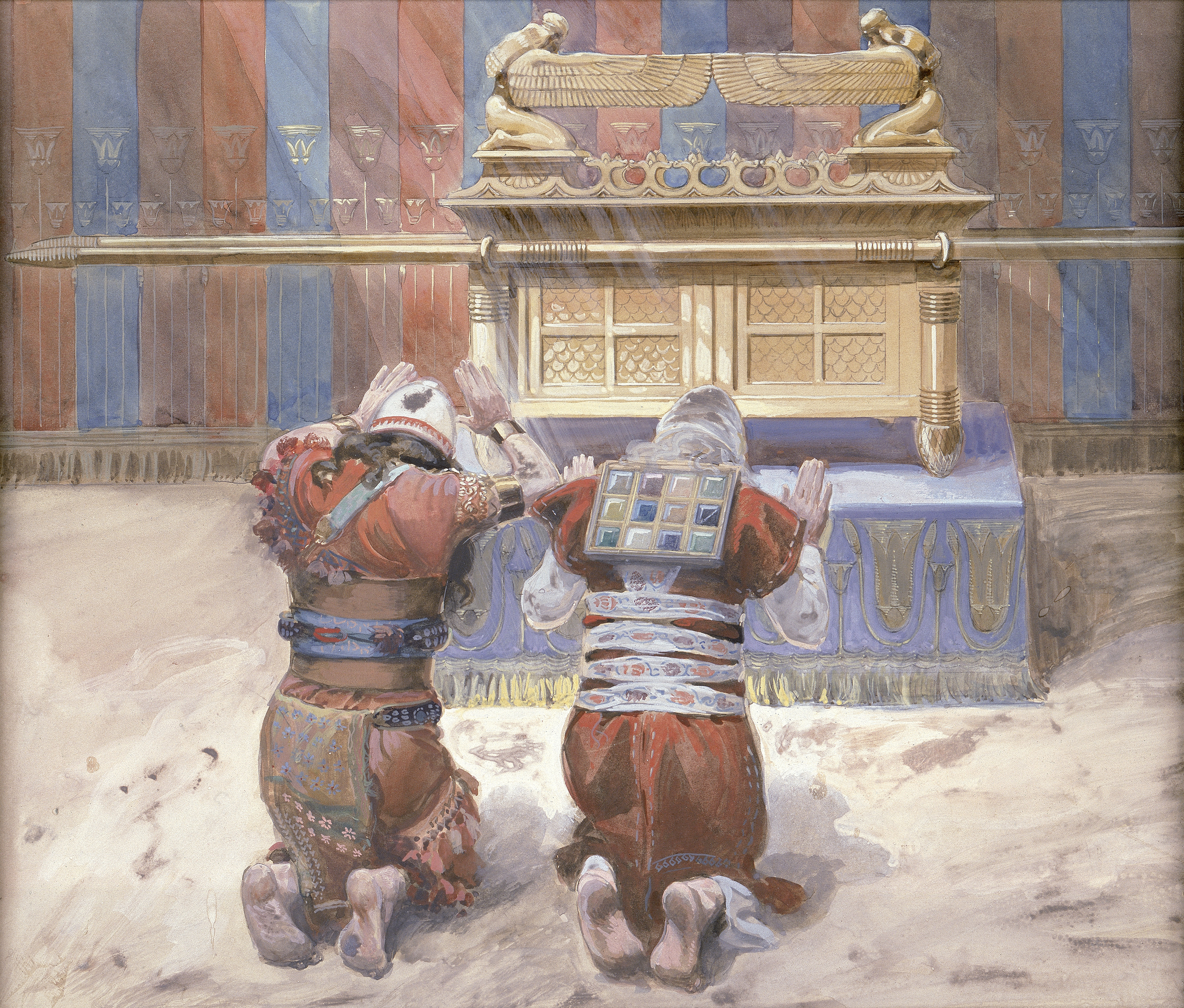
James Tissot: Mózes és Józsué a frigyládával

A frigyláda (héberül אָרוֹן הָבְּרִית, Ārōn Hāb’rīt) az a szent láda, melyet az Ószövetség elbeszélése szerint Mózes a pusztában készített.
A Biblia szerint sittim fából (Vachellia és Faidherbia nemzetségbe tartozó fák) készült, kívül és belül arannyal volt bevonva, fedelén pedig, amely egészen aranyból való volt, két kerub nyugodott. Ebben őrizték a két kőtáblát, amelyre a Tízparancsolat volt felírva, emlékeztetőül mannát és Áron kivirágzott vesszejét tették bele. Nevezték még a szövetség ládájának, Jahve Isten ládájának és a bizonyság ládájának, a tetejét pedig a kegyelem királyi székének, vagy az engesztelés fedelének.

## Mérete
És megcsinálá Bésaléel a ládát sittim-fából; harmadfél sing a hossza, szélessége másfél sing, magassága is másfél sing.
Azután elkészítette Becalél a ládát akácfából, amely két és fél könyök hosszú, másfél könyök széles és másfél könyök magas volt.
Mérete a Károli-fordítás alapján: a hosszúsága harmadfél sing (111,25 cm), a szélessége és a magassága egyaránt másfél sing (66,75 cm).

## Elhelyezése
A bírák korában Silóban állt, a szent sátor szentélyének szentek szentjében. Éli főpap idejében, amikor fiai a filiszteusok elleni háború alkalmával a nép kívánságára a frigyládát a táborba vitték, a filiszteusok Ebenhaezernél megverték az izraelitákat és magukkal vitték a frigyládát. Asdódban, a Dágon istenség templomában állították fel, ezután azonban dögvész ütött ki köztük. Ezt a frigyládában lakozó istenség haragjából származtatták, ezért visszaküldték a ládát az izraelitáknak Bét Semesbe. Béth Semesből Kirjath Jearimba és Giboába került, míg végül Dávid király Jeruzsálembe vitette. Salamon király idején az elkészült jeruzsálemi templom szentélyébe került.

## A frigyláda sorsa
A frigyládát az izraeliták mindig az Isten jelenléte tanúságának tekintették és  Salamon templomának legbelső helyiségében, a "Szentek Szentjében" őrizték, ahová a főpapnak is csak egyszer egy esztendőben volt szabad belépnie. Ez volt a végleges helye I. e. 587-ig, a város első elpusztításáig.
A Makkabaeusok II. könyvének elbeszélése szerint Jeremiás próféta még az első templom elpusztulása előtt elrejtette. Más források szerint miután a babiloni seregek lerombolták a templomot, és a kincseit Babilonba vitték, a frigyládának nyoma veszett.[forrás?]
Az Etióp ortodox egyház tanítása szerint az akszúmi Miasszonyunk Sioni Mária Templomban található, de ezt még nem sikerült hitelt érdemlően ellenőrizni.

## Fordítás
- Ez a szócikk részben vagy egészben  az   Ark of the Covenant című angol Wikipédia-szócikk fordításán alapul.  Az eredeti cikk szerkesztőit annak laptörténete sorolja fel. Ez a jelzés csupán a megfogalmazás eredetét és a szerzői jogokat jelzi, nem szolgál a cikkben szereplő információk forrásmegjelöléseként.